# Can Portell (Tordera)
Can Portell és una obra de Tordera (Maresme) protegida com a Bé Cultural d'Interès Local.

## Descripció
Es tracta d'un immoble compost per diferents cossos adossats. El cos central presenta una porta adovellada i a la resta de la construcció trobem altres obertures emmarcades en pedra. La coberta és de teula àrab i les façanes estan emblanquinades.
En una porta interior trobem la inscripció AVE MA PU amb el dibuix d'un xiprer a cada costat. La representació dels xiprers vol dir que podien acollir a dues persones.